# Богун, Николай Андреевич
Николай Андреевич Богун (14 июня 1924 — 8 декабря 2005) — командир орудийного расчета 170-го гвардейского стрелкового полка 57-й гвардейской стрелковой дивизии 4-го гвардейского стрелкового корпуса 8-й гвардейской армии 1-го Белорусского фронта, гвардии младший сержант — на момент представления к награждению орденом Славы 1-й степени.

## Биография
Родился 14 июня 1924 года в селе Покровское, ныне — Бахмутского района Донецкой области. Был механизатором в колхозе. В 1941—1943 годах жил на оккупированной территории.
В Красной Армии с 1943 года. Принимал участие в освобождении Украины, Польши, в боях на территории Германии, в штурме Берлина.
8-10 августа 1944 года в районе населенных пунктов Михалув, Ходков отразил с подчиненными двенадцать контратак противника, истребив до взвода солдат. 12 августа 1944 года за мужество и отвагу, проявленные в боях, гвардии ефрейтор Богун Николай Андреевич награждён орденом Славы 3-й степени.
30 января 1945 года в 6-часовом бою у населенного пункта Кальцих поразил с расчетом три пулеметные точки. 6 февраля 1945 года в районе населенных пунктов Альт-Тухебанд, Ратшток сжег вражеский танк вместе с экипажем. Приказом по 8-й гвардейской армии от 27 февраля 1945 года за мужество и отвагу, проявленные в боях, гвардии младший сержант Богун Николай Андреевич награждён орденом Славы 2-й степени .
26 апреля 1945 года в уличных боях в Берлине уничтожил две огневые точки противника и много живой силы. 15 мая 1946 года за образцовое выполнение заданий командования гвардии младший сержант Богун Николай Андреевич награждён орденом Славы 1-й степени, став полным кавалером ордена Славы.
После войны проходил службу на территории Австрии. В 1947 году был демобилизован. Жил в городе Славянск Донецкой области. Работал в стрелково-пожарной команде Военизированной охраны МПС СССР Донецкой железной дороги. Награжден знаком «Почётному железнодорожнику». Умер 8 декабря 2005 года.